# 대진디자인고등학교
대진디자인고등학교(大眞디자인高等學校)는 대한민국 서울특별시 강남구 수서동에 위치한 사립 고등학교이다.

## 학교 연혁
- 1994년 10월 21일 : 대진전자공예고등학교 남녀공학 설립인가(학년당 9학급, 총 27학급)
- 1995년 3월 1일 : 초대 정찬용 교장 취임
- 1995년 3월 4일 : 제1회 입학식
- 1998년 2월 13일 : 제1회 졸업식
- 1999년 1월 28일 : 정보통신부 선정 소프트웨어 특성화학교 선정
- 2001년 2월 13일 : 정보통신부 선정(IT학과 지원 특성화 고등학교)
- 2004년 9월 17일 : 대진디자인고등학교 교명 변경
- 2008년 1월 25일 : 2008 서울특별시교육청(디자인 특성화 고등학교 지정)
- 2008년 8월 27일 : 정보관 개관
- 2018년 2월 9일 : 대진디자인고등학교 제21회 졸업식
- 2018년 3월 2일 : 대진디자인고등학교 제24회 입학식
- 2022년 3월 1일 : 제8대 윤갑중 교장 취임

## 설치 학과
- 시각디자인과
- 인테리어디자인과
- 메타버스디자인과

## 참고 자료
- 대진디자인고등학교 - 한국교육학술정보원 학교알리미